# Ferdinand Girard
Pour les articles homonymes, voir Girard.
Ferdinand Girard est un homme politique français né le 15 novembre 1796 à Nîmes (Gard) et décédé le 25 avril 1881 dans la même ville.

## Biographie
Fils de négociant et lui-même banquier, Ferdinand Girard est le frère de Florestine de Clausonne, épouse de Gustave de Clausonne.
Devenu maire de Nîmes après Marie-Joachim-Isidore de Chastellier, il est nommé à la chambre des pairs le 4 mai 1845.
Membre de l'Académie du Gard de 1838 à 1876, il la préside en 1852.
Une rue de Nîmes porte son nom.

### Sources
- « Ferdinand Girard », dans Adolphe Robert et Gaston Cougny, Dictionnaire des parlementaires français, Edgar Bourloton, 1889-1891 [détail de l’édition]
- Armand Cosson, « L'ère Ferdinand Girard », dans Roland Andréani (dir.), Nouvelle histoire de Nîmes, Toulouse, Privat, 2005 (ISBN 2-7089-8340-7), p. 192-200.
- Arnaud Rauzier et Tiphaine Segura, « Ferdinand Girard », dans David Mataix (dir.), Les Maires de Nîmes depuis la Révolution, Nîmes, Lacour, coll. « Rediviva », 2012 (ISBN 978-2-7504-2885-3), p. 57-61.